# Brahmanbaria
Pour le district, voir Brahmanbaria (district).
Brahmanbaria est une ville du Bangladesh, d'une population de 268 279 habitants en 2015, avec une agglomération d'environ 521 994 habitants en 2015.

## Histoire
En 1984, la ville reçoit le statut de siège du district Brahmanbaria, créé par séparation du district de Comilla.

## Principaux quartiers
- Midtown
- Medda
- Paik Para
- College Para
- Kazi Para
- Modhya Para
- Bhadughar
- Kandi Para
- Sarak Bazaar
- Parkside
- Shimrail Kandi
- Downtown